# August Selb
August Selb (* 9. Februar 1812 in München; † 1. November 1859 ebenda) war ein deutscher Porträtmaler und Lithograf.

## Leben

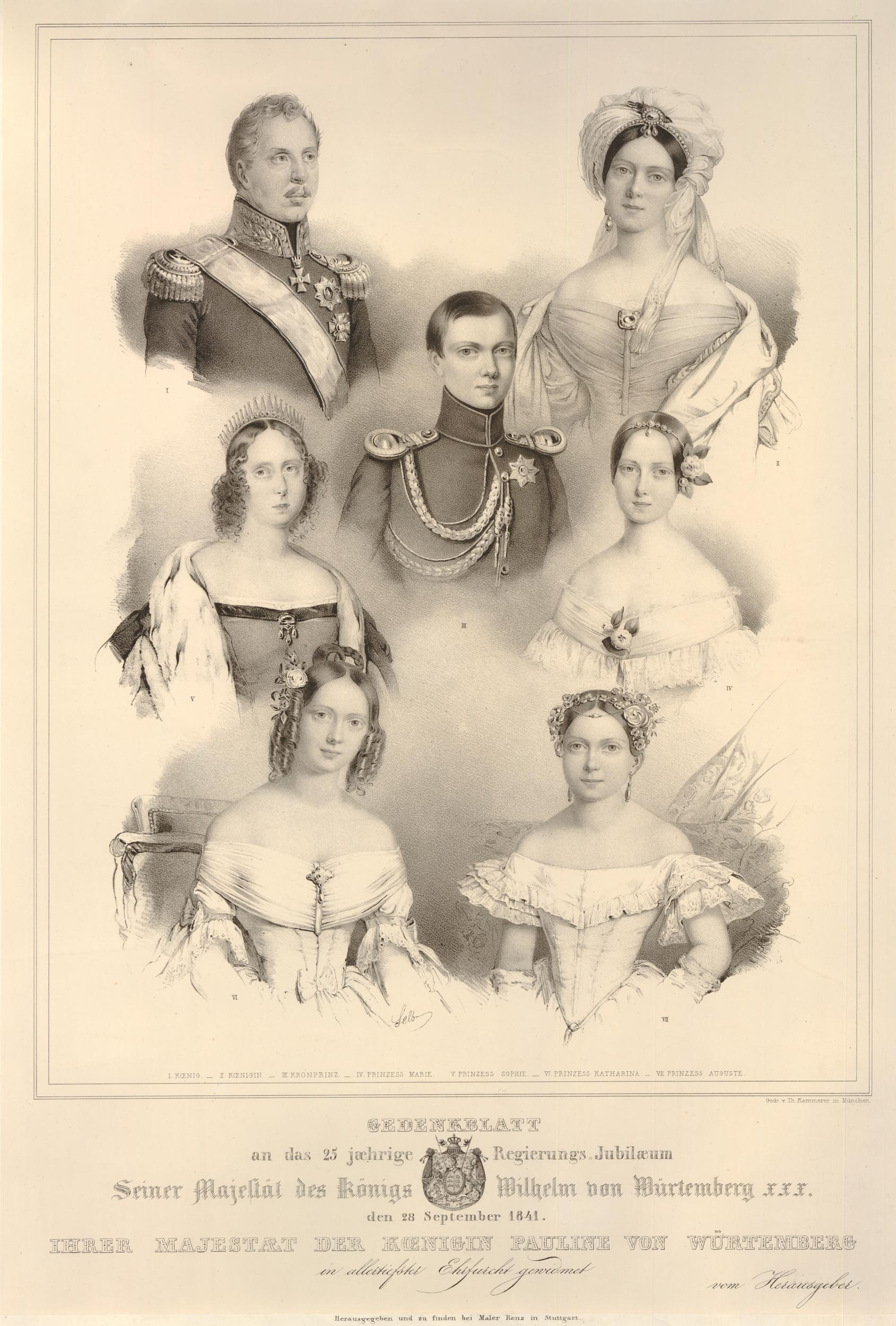
Gedenkblatt an das 25-jährige Regierungs-Jubiläum Seiner Majestät des Königs Wilhelm von Württemberg, 1841

Selb wurde als Sohn des Malers und Lithografen Josef Anton Selb in München geboren. Ab 1816 war sein Vater der Inhaber einer Lithographischen Anstalt, die er von dem Münchner Kunstverleger Johann Georg Zeller (1764–1822) übernommen hatte. Selb besuchte nach Ausbildung bei seinem Vater die Königliche Akademie der Bildenden Künste München, wo er sich am 19. April 1829 eingeschrieben hatte.
Nachdem er eine Weile als Porträtzeichner gearbeitet hatte, zog er 1834 nach Chur in die Schweiz. Nach drei Jahren kehrte er nach München zurück, wo er sich ebenfalls dem Porträtfach widmete und durch Bildnisse der Königin Therese, des Herzogs Maximilian von Leuchtenberg (1838) und dessen Gemahlin, der Großfürstin Marija Nikolajewna (1839), auf sich aufmerksam machte. Auch den Landschaftsmaler Edmond de Schampheleer und andere Persönlichkeiten porträtierte er in dieser Zeit. Dies trug ihm Auftragsarbeiten in Wien ein, wo er Mitglieder der kaiserlichen Familie zeichnete. 1839 ging er nach Triest und Venedig, um den Räuberüberfall bei Terracina nach Johann Josef Schindler (1840) und den Violinspieler (Dorfgeiger) nach Eduard Pistorius (1841) zu lithografieren, beide für den Triester Kunstverein. In Paris, wo er danach als Porträtist lebte, verlor er während der Februarrevolution 1848 seine Ersparnisse. Anschließend zog er nach London. Dort konnte er sich durch seine Arbeit bis 1854 wirtschaftlich wieder erholen. Anschließend erledigte er für eine Weile Porträtaufträge in Meerholz, ehe er nach München zurückkehrte, wo er im Alter von 47 Jahren verstarb.